# Excipiente
Excipientes são as substâncias que existem nos medicamentos e que completam a massa ou volume especificado. Um excipiente é uma sustância farmacologicamente inativa usada como veículo para o princípio ativo, ajudando na sua preparação ou estabilidade. Possibilita ainda a modificação das propriedades organolépticas ou a determinação de propriedades fisico-quimicas do medicamento e da sua biodisponibilidade. Na formulação, pode atuar como aglutinante, desintegrante, ligante, lubrificante, tensoativo, solubilizante, suspensor, espessante, diluente, emulsificante, estabilizante, conservante, corante, flavorizante, etc.